# Ulverheim
Ulverheim är ett svenskt black metal-band från Älvängen. Bandet bildades av Patrik Rhedin år 2007. Debutalbumet När dimman lättar gavs ut 2011 av skivbolaget Soulseller Records. 

## Diskografi
Demoer
- Svart tystnad (2009)

Studioalbum
- När dimman lättar (2011)

## Medlemmar
Nuvarande medlemmar
- Ulverheim – sång, gitarr, basgitarr, keyboard, trummor (2007–)
- Allsvart – gitarr, basgitarr, keyboard, trummor (2022–)

Tidigare medlemmar
- Fuhrgast – trummor (2011–2012)
- Hellmaker – gitarr (2011–2012)
- Kali Ma – basgitarr (2010–2012)